# Elezioni parlamentari in Norvegia del 2021
Le Elezioni parlamentari in Norvegia del 2021 si sono tenute il 13 settembre per il rinnovo dello Storting, il parlamento del paese.
Esse hanno visto, dopo otto anni al potere, la sconfitta del Partito di Destra (H) e dei suoi alleati di coalizione, guidati dalla Ministra di Stato uscente Erna Solberg, a discapito dei partiti di centro-sinistra (tra cui Partito di Centro - SP, Partito Socialista di Sinistra - SV e Rødt - R, divenuti con, rispettivamente, 28, 13 ed 8 seggi, l’ago della bilancia in assemblea), ma specialmente del Partito Laburista Norvegese (AP) guidato da Jonas Gahr Støre (sebbene con una piccola contrazione nei consensi) che, nonostante fosse giunto primo anche alla tornata elettorale precedente, non era riuscito a raggiungere una maggioranza necessaria per governare.
In seguito a tale esito, dunque, Jonas Gahr Støre è divenuto Ministro di Stato della Norvegia, portando così alla situazione in cui tutti e cinque i Paesi nordici (Danimarca, Finlandia, Islanda, Norvegia e Svezia) sarebbero stati governati, per la prima volta dal 1959, contemporaneamente da governi di sinistra.

## Sistema elettorale
Per le elezioni parlamentari, la legge elettorale norvegese prevede l’applicazione di un sistema proporzionale a lista chiusa di partito in 19 collegi plurinominali, il cui peso politico varia tra 4 e 19 seggi, dato che, per determinare la ripartizione dei 169 seggi tra le contee, viene utilizzata una “formula a due livelli”, basata sulla popolazione e sulle dimensioni geografiche. Ogni abitante conta un punto, mentre ogni chilometro quadrato conta 1,8 punti.
Secondo questo sistema, dunque, vi sono 150 seggi fissi, venendo questi assegnati in base ai risultati elettorali in ogni contea e non venendo influenzati dai risultati nazionali, mentre 19 (uno per ogni contea) sono detti “seggi di livellamento”, in quanto assegnati ai partiti che vincono meno seggi di quelli a cui la quota del voto popolare nazionale ottenuta altrimenti darebbe loro diritto. 
Per questo motivo, quindi, al fine di tradurre le preferenze in seggi viene utilizzata (per entrambe le tipologie di scranni), una variante del metodo Sainte-Laguë (in cui il primo quoziente è calcolato utilizzando un divisore di 1,4 invece di 1). Portando così un partito a dover ottenere almeno il 4% delle preferenze per vedersi garantiti dei seggi di compensazione, sebbene questo possa comunque vincere dei seggi locali anche se non riesce a raggiungere questa soglia.

## Risultati
| Partito Laburista (AP)                       | 783 394   | 26,25 | 48  |  |  |  |
| Høyre (H)                                    | 607 316   | 20,35 | 36  |  |  |  |
| Partito di Centro (SP)                       | 402 961   | 13,50 | 28  |  |  |  |
| Partito del Progresso (FrP)                  | 346 474   | 11,61 | 21  |  |  |  |
| Partito Socialista di Sinistra (SV)          | 228 063   | 7,64  | 13  |  |  |  |
| Rødt (R)                                     | 140 931   | 4,72  | 8   |  |  |  |
| Venstre (V)                                  | 137 433   | 4,61  | 8   |  |  |  |
| Partito Ambientalista I Verdi (MDG)          | 117 647   | 3,94  | 3   |  |  |  |
| Partito Popolare Cristiano (KrF)             | 113 344   | 3,80  | 3   |  |  |  |
| Democratici in Norvegia (ND)                 | 34 068    | 1,14  | –   |  |  |  |
| Partito dei Pensionati (P)                   | 19 006    | 0,64  | –   |  |  |  |
| Partito dei Cristiani (PDK)                  | 10 448    | 0,35  | –   |  |  |  |
| Partito dell'Industria e del Commercio (INP) | 10 031    | 0,34  | –   |  |  |  |
| Partito di Centro (S)                        | 7 836     | 0,26  | –   |  |  |  |
| Partito della Salute (HP)                    | 6 490     | 0,22  | –   |  |  |  |
| Pasientfokus (PF)                            | 4 950     | 0,17  | 1   |  |  |  |
| Altri (<0,16%)                               | 13 795    | 0,46  | –   |  |  |  |
| Totale                                       | 2 984 187 | 100   | 169 |  |  |  |
|                                              |           |       |     |  |  |  |
| Voti non validi                              | 19 103    | 0,64  |     |  |  |  |
| Votanti                                      | 3 003 290 | 77,17 |     |  |  |  |
| Elettori                                     | 3 891 736 |       |     |  |  |  |

| Riepilogo dei voti (+/- elezioni 2017)  | Riepilogo dei voti (+/- elezioni 2017) | Riepilogo dei voti (+/- elezioni 2017) | Riepilogo dei voti (+/- elezioni 2017) | Riepilogo dei voti (+/- elezioni 2017) | Riepilogo dei voti (+/- elezioni 2017) | Riepilogo dei voti (+/- elezioni 2017) |
| --------------------------------------- | -------------------------------------- | -------------------------------------- | -------------------------------------- | -------------------------------------- | -------------------------------------- | -------------------------------------- |
| Partito Laburista                       | Partito Laburista                      | Partito Laburista                      |                                        |                                        | 26,25%                                 | ▼ 1,12                                 |
| Høyre                                   | Høyre                                  | Høyre                                  |                                        |                                        | 20,35%                                 | ▼ 4,69                                 |
| Partito di Centro                       | Partito di Centro                      | Partito di Centro                      |                                        |                                        | 13,50%                                 | ▲ 3,18                                 |
| Partito del Progresso                   | Partito del Progresso                  | Partito del Progresso                  |                                        |                                        | 11,61%                                 | ▼ 3,58                                 |
| Partito Socialista di Sinistra          | Partito Socialista di Sinistra         | Partito Socialista di Sinistra         |                                        |                                        | 7,64%                                  | ▲ 1,62                                 |
| Rødt                                    | Rødt                                   | Rødt                                   |                                        |                                        | 4,72%                                  | ▲ 2,31                                 |
| Venstre                                 | Venstre                                | Venstre                                |                                        |                                        | 4,61%                                  | ▲ 0,24                                 |
| Partito Ambientalista I Verdi           | Partito Ambientalista I Verdi          | Partito Ambientalista I Verdi          |                                        |                                        | 3,94%                                  | ▲ 0,70                                 |
| Partito Popolare Cristiano              | Partito Popolare Cristiano             | Partito Popolare Cristiano             |                                        |                                        | 3,80%                                  | ▼ 0,40                                 |
| Democratici in Norvegia                 | Democratici in Norvegia                | Democratici in Norvegia                |                                        |                                        | 1,14%                                  | ▲ 1,01                                 |
| Altri <1,00%                            | Altri <1,00%                           | Altri <1,00%                           |                                        |                                        | 2,44%                                  |                                        |
| Riepilogo dei seggi (+/- elezioni 2017) |                                        |                                        |                                        |                                        |                                        |                                        |
|                                         |                                        |                                        |                                        |                                        |                                        |                                        |
| SV                                      | 13                                     | ▲ 2                                    |                                        | R                                      | 8                                      | ▲ 7                                    |
| MDG                                     | 3                                      | ▲ 2                                    |                                        | AP                                     | 48                                     | ▼ 1                                    |
| PF                                      | 1                                      | ▲ 1                                    |                                        | SP                                     | 28                                     | ▲ 9                                    |
| V                                       | 8                                      | ━                                      |                                        | KrF                                    | 3                                      | ▼ 5                                    |
| H                                       | 36                                     | ▼ 9                                    |                                        | FrP                                    | 21                                     | ▼ 6                                    |